# Listă de ființe fabuloase în mitologia greacă

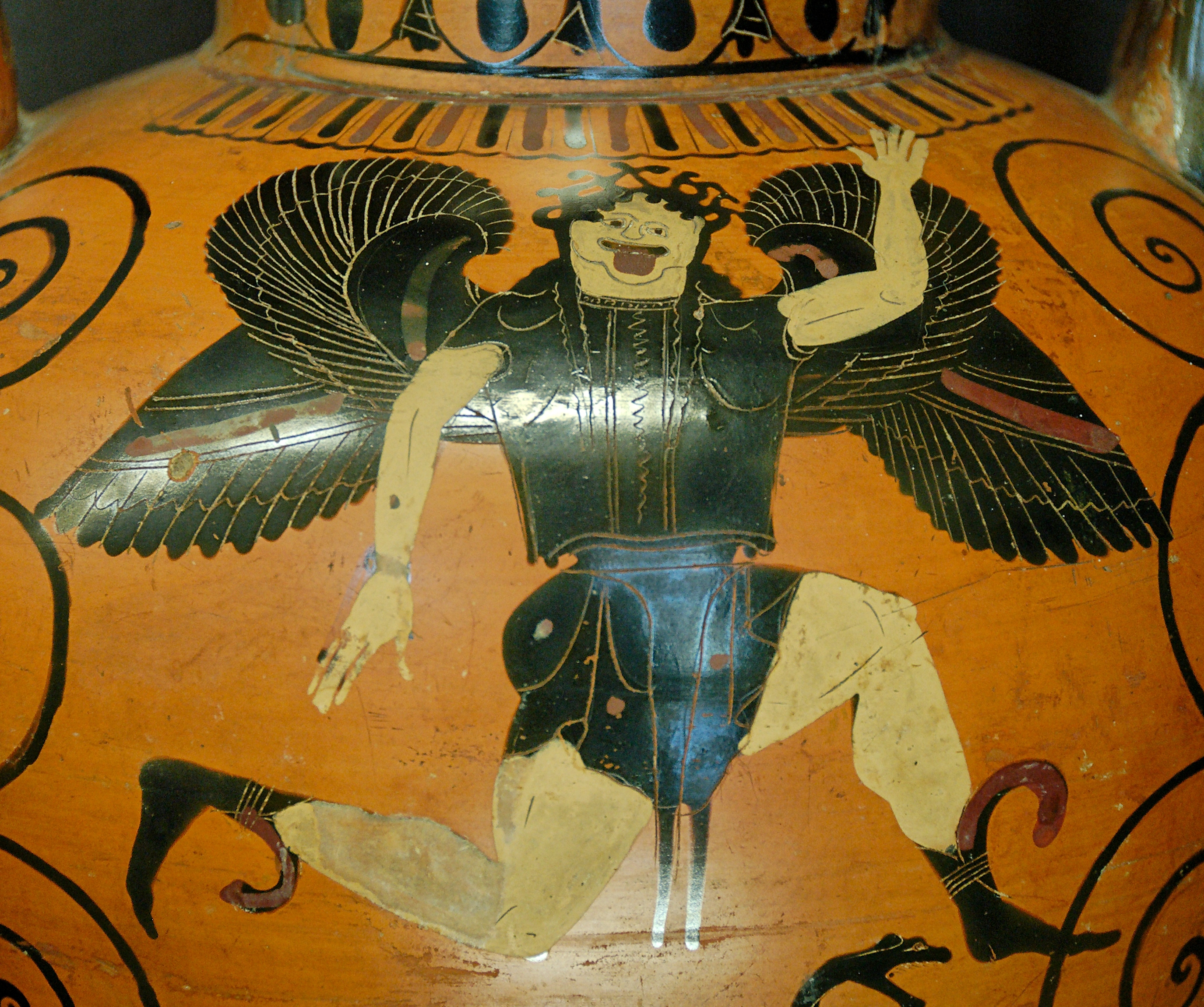
Vas grecesc cu gorgonă, 520-510 î.Hr.

Aceasta este o listă cu ființe fabuloase din mitologia greacă.

## Creaturi
- Amfisbena
- Anteu
- Argus
- Caribda
- Centaur
- Cerber
- Ciclopii
- Polifem
- Echidna
- Gorgonele
- Medusa
- Grifon
- Harpie
- Hecatonchiri
- Hidra
- Himera
- Leul din Nemeea
- Lestrigonii
- Minotaur
- Pegas
- Perifete
- Pasărea Phoenix
- Satir
- Pan
- Sinis
- Sirenă
- Scila
- Sfinx
- Typhon